# Gonomyia bispinosa
Gonomyia bispinosa är en tvåvingeart som beskrevs av Alexander 1921. Gonomyia bispinosa ingår i släktet Gonomyia och familjen småharkrankar.
Artens utbredningsområde är Peru. Inga underarter finns listade i Catalogue of Life.